# Кисс (лунный кратер)
Кратер Кисс (лат. Kiess), не путать с кратером Кис (лат. Kies) — останки большого древнего ударного кратера в юго-западной части Моря Смита на видимой стороне Луны. Название присвоено в честь американского астронома Карла Кисса (1887—1967) и утверждено Международным астрономическим союзом в 1973 г. Образование кратера относится к донектарскому периоду.

## Описание кратера

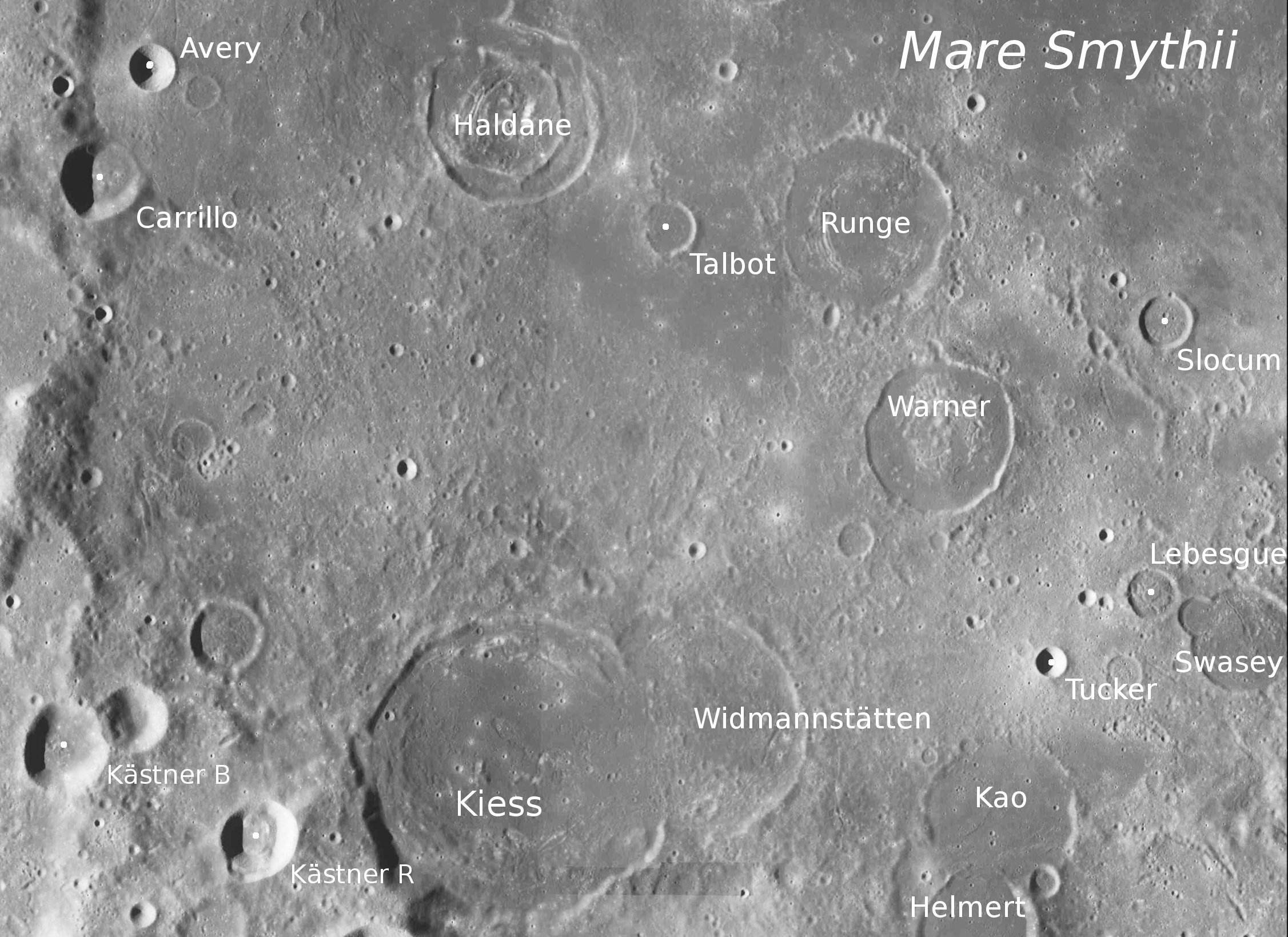
Окрестности кратера Кисс. Снимок зонда Lunar Reconnaissance Orbiter.

Ближайшими соседями кратера Кисс являются кратер Кестнер на западе; кратер Каррильо на северо-западе; кратер Холдейн на севере; кратер Уорнер на северо-востоке; кратер Видманштеттен на востоке; кратер Хоутерманс на юго-востоке; кратер Крейкен на юге и кратер Блек на юго-западе. Селенографические координаты центра кратера 6°25′ ю. ш. 84°07′ в. д. / 6,41° ю. ш. 84,11° в. д., диаметр 67,8 км, глубина 800 м.
Останки кратера Кисс имеют полигональную форму, восточная часть кратера частично перекрывает кратер Видманштеттен. Кратер Кисс полностью затоплен базальтовой лавой, над поверхностью Моря Смита выступает лишь вал кратера имеющий широкий разрыв в восточной части в месте соединения с кратером Видманштеттен. Наибольшей высоты вал кратера достигает в юго-западной части, объем кратера составляет приблизительно 3 400 км3.  В западной части чаши имеются хребты концентричные по отношению к валу. Альбедо чаши кратера низкое, соответствует альбедо Моря Смита. 

## Сателлитные кратеры
Отсутствуют.

## Галерея

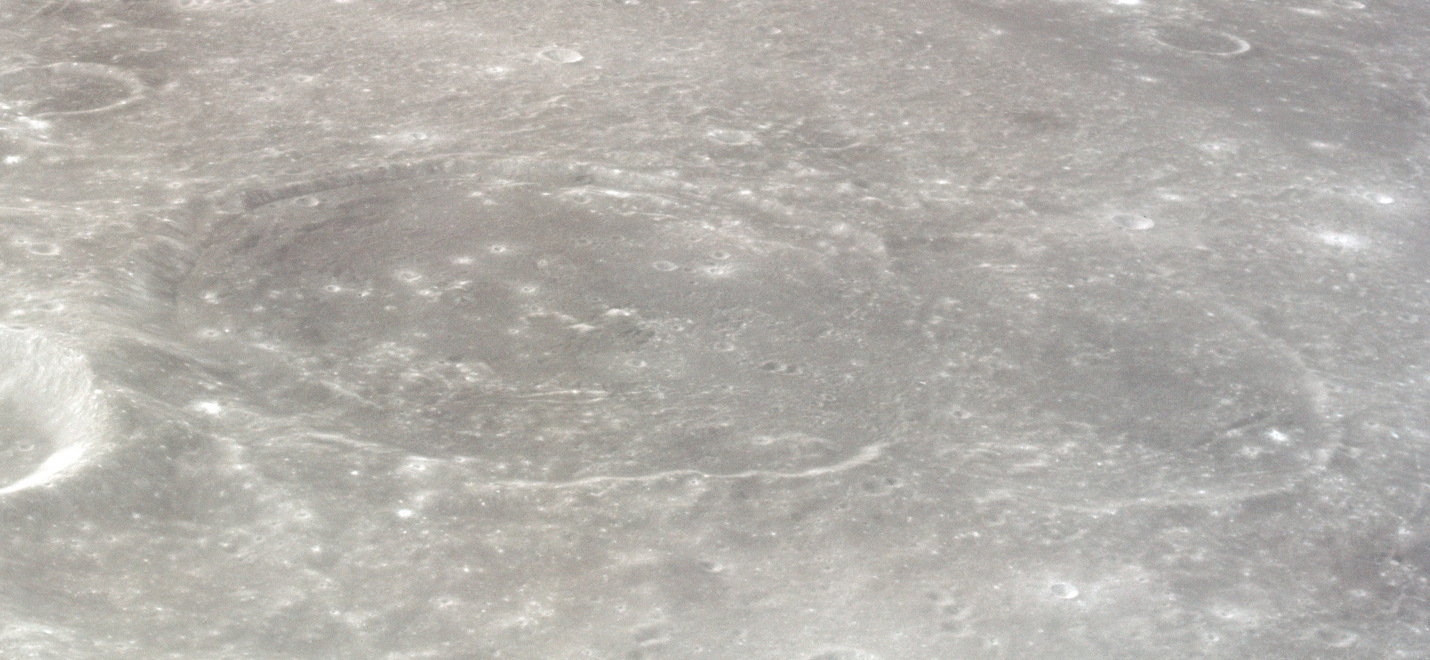
Кратеры Кисс и Видманштеттен. Снимок с борта Аполлона-12.

## См.также
- Список кратеров на Луне
- Лунный кратер
- Морфологический каталог кратеров Луны
- Планетная номенклатура
- Селенография
- Минералогия Луны
- Геология Луны
- Поздняя тяжёлая бомбардировка